# 韓秀妍
韓秀妍（韓語：한수연，1983年4月24日—），或譯韓瓍娫，韓國女演員。1999年以模特兒身份出道，出道時使用本名李梅里（이매리）進行活動，2001年至2002年間曾改藝名為徐藝智（서예지），2005年啟用藝名韓秀妍。

## 演出作品

### 電視劇
- 2001年：SBS《剛剛好！》飾演 梅里
- 2002年：KBS《人生画報》飾演 李恩善
- 2003年：MBC《我的麻煩男友》飾演 素羅
- 2003年：SBS《興夫家葫蘆開了》飾演 李恩珠
- 2006年：MBC《你來自哪顆星》（第15集客串）
- 2007年：MBC Dramanet《別巡檢》飾演 吳燕玉（第8集客串）
- 2008年：MBC《天下絕色朴貞今》飾演 千達順（第3-5集客串）
- 2008年：MBC Dramanet《別巡檢2》飾演 劉伊
- 2011年：OCN《吸血鬼檢察官》飾演 鄭允兒（第10集客串）
- 2013年：KBS《一絲的純情》飾演 夏曉盈
- 2014年：KBS《Hi! School - Love On》飾演 崔素珍
- 2014年：tvN《有理的愛情》飾演 柳善珠
- 2015年：OCN《失蹤的黑色M》飾演 李真英
- 2016年：OCN《吸血鬼偵探》飾演 金妍珠
- 2016年：KBS《雲畫的月光》飾演 中殿金氏
- 2017年：MBC《訓長吳純南》飾演 元世玲／黃世熙
- 2018年：SBS《致親愛的法官大人》飾演 房友晶
- 2019年：KBS《不想去公司》飾演 尹熙秀
- 2020年：tvN《惡之花》飾演 鄭美淑
- 2020年：KBS《出軌的話就死定了》飾演 朴慧京
- 2022年：tvN《Kill Heel》飾演 咸信愛
- 2022年：TVING《豬玀之王》飾演 朴敏珠（特別出演）
- 2023年：KBS《頭腦共助》飾演 鄭仁英
- 2023年：tvN《潘多拉：被操縱的樂園》飾演 洪尤拉
- 2024年：tvN《不可能的婚禮》飾演 玄秀賢
- 2025年：KBS《拜託老鷹5兄弟！》飾演 姜昭娟
- 2025年：SBS《鬼宮》飾演 大妃

### 電影
- 2005年：《站前的明洙》飾演 惠順
- 2006年：《寂靜的世界》飾演 鄭宥珍
- 2007年：《圖畫紙》飾演 智敏
- 2008年：《我的DO RE MI男孩》飾演 童熙
- 2008年：《摩登男孩》飾演 摩登女孩
- 2008年：《需要勇氣》飾演 都友美
- 2009年：《我們神奇的21世紀》飾演 秀英
- 2010年：《無法忍受》飾演 慶琳
- 2011年：《升起月光》飾演 多英
- 2011年：《逮捕王》飾演 賢淑
- 2011年：《白鯨》飾演 徐恩淑
- 2012年：《異國人們》飾演 延熙
- 2013年：《落跑老爸》飾演 佳妍
- 2015年：《惡人還活著》飾演 羅裕美
- 2016年：《密探》飾演 梅香
- 2017年：《The King》
- 2019年：《真兇》飾演 林有貞
- 2019年：《汽车维修站》饰演 艺莉
- 2021年：《我唯一的爱》（나의 사람아）
- 2023年：《安纳普尔纳》
- 2023年：《少年们》饰演 申恩熙
- 2024年：《1980》饰演 英熙妈妈[6]

### MV
- 2000年：李素殷《相公》（서방님）
- 2001年：Rich《我愛妳 只有這句》（사랑해 이 말 밖엔）
- 2003年：V.one《就是這樣吧…》（그런가봐요...）
- 2006年：Rain《Sad Tango（英语：Sad Tango）》
- 2007年：Wonder Girls《Irony》
- 2011年：方容國《I Remember》
- 2012年：Dynamic Duo《Without You》

### 綜藝節目
- 2016年：EBS《尋找隱藏的韓國》

## 外部連結
- 韓秀妍的Instagram帳戶
- 韓秀妍在NAVER上的资料
- 韓秀妍在韩国电影数据库（KMDb）上的資料（韓語）
- 韓秀妍在豆瓣上的资料（简体中文）
- 韓秀妍在互联网电影资料库（IMDb）上的資料（英文）
- 官方Cafe （页面存档备份，存于）